# سفارة ماليزيا في فرنسا
سفارة ماليزيا في فرنسا هي أرفع تمثيل دبلوماسي لدولة ماليزيا لدى فرنسا. تقع السفارة في وهي تهدف لتعزيز المصالح الماليزية في فرنسا.

## وصلات خارجية
- الموقع الرسمي
- قائمة سفارات ماليزيا
- قائمة السفارات في فرنسا